# Tífusz
A tífusz (kiütéses tífusz, typhus exanthematicus, régebbi nevén flekktífusz) egy olyan fertőző betegség, amit a ruhatetűben élősködő rickettsia (Rickettsia prowazekii) sejtparazita baktérium okoz. A kórokozó a melegre és többféle vegyszerre is igen érzékeny.
A betegség nem tévesztendő össze a hastífusszal.

## A fertőzés
A kiütéses tífusz rossz higiéniás körülmények között élő, túlzsúfolt közösségekben fordul elő járványos formában. A ruhatetű (Pediculus humanus var. corporis), ritkábban a fejtetű (Pediculus humanus var. capitis) közvetítésével terjed egyik emberről a másikra (vektor funkció). A fertőzött egyén megcsípése (vérének szívása) után a tetűben életképes marad a Rickettsia prowazeki baktérium. A tetű székletével üríti a kórokozót, mely egy újabb egyén megcsípésekor a vakarózás során keletkező mikrosérüléseken keresztül bejut a bőrbe. A tetű csak vektorként szerepel a fertőzési ciklusban, míg a kórokozó gazda (reservoir funkció) a fertőzött egyén. Egyes vadon élő rágcsálókban, például repülőmókusokban is kimutatták már a kórokozót, mely valószínűleg fertőzött ember hiányában a természetben előforduló reservoirja lehet a baktériumnak. A tetvek nem örökítik tovább transovariálisan a baktériumfertőzést (mint pl. bozótláz során), mert maguk is elpusztulnak a felszaporodó baktériumok miatt. Jellemzően téli szezonalitást mutat, mert hidegben a rossz higiéniás körülmények között élők ritkábban tisztálkodnak, váltanak és mosnak ruhát, nagyobb zsúfoltságban élnek kis helyen összezárva. Magyarországon igen ritka fertőzés, előfordulása hajléktalanoknál valószínűbb. Az USA-ban repülőmókusban lévő bolhák, tetvek közvetíthetik a kórokozót, melyek a keleti parton északtól Floridáig megtalálhatók.
A bőr sérülésén bejutó baktérium elsődleges célsejtjei az érfalat belülről borító endothel réteg sejtjei. A kórokozó intracellularis baktérium. A kapilláris erek, kisebb artériák és vénák fala körül (perivascularisan) gyulladásos sejtek tömege (plazmasejtek, histiocyták, lymphocyták) jelenik meg. A kialakuló érgyulladás (vasculitis) okozza az egyes szervek keringésének zavarát. Ez a gyulladás a legsúlyosabb a bőr, a központi idegrendszer, a szívizom, a vese és a vázizomzat ereinél. Ritkán ezen erek thrombosisa is kialakulhat.

## Tünetek, betegség lezajlása
A tünetek a fertőződés után 1-2 héttel kezdődnek. Hirtelen kialakuló magas láz, hidegrázás, fejfájás, izomfájdalom jelentkezik. Néhány nappal később a törzsön és a testhajlatokban apró kiütések jelennek meg, melyek nem folynak össze és nyomásra elhalványulnak. Öt nappal később a kiütések a végtagokra is ráterjednek. Az egyes bőrelváltozások bevéreznek, így számos petechia, illetve már összefolyó petechiák (purpurák) alakulnak ki. A tenyér, a talp és az arc bőre megkímélt.
A betegség előrehaladásával a láz tartósan magas marad, étvágytalanság, hányinger, hányás, fogyás jelentkezik, májmegnagyobbodás a betegek negyedében tapintható, lépnagyobbodás ritkább.
Idegrendszeri tünetek a betegek közel felénél észlelhetők: fejfájás, görcsök, zavartság, stupor, ataxia. Ritka tünetek a száraz köhögés, a fülzúgás és a süketség.
Sem regionális, sem generalizált nyirokcsomó-megnagyobbodás nem jellemző.
A kezeletlen, szövődménymentes eseteknél az akut szak 2 hét alatt lezajlik. A szövődmények főleg idősebbeknél alakulnak ki. Gyermekkorban általában enyhébb a betegség. A szövődmények a már említett szervek: központi idegrendszer, szív, vese ereinek elzáródása miatt alakulnak ki. Az agy és a gerincvelő ereinek gyulladása során átmeneti agyi keringészavar (transient ischaemic attack - TIA, elzáródásos agyi érinfarktus (ischaemiás stroke) alakulhat ki. A koszorúerek elzáródása miatt akut koronária szindróma, szívinfarktus jöhet létre. A veseerek infarktusa miatt akut veseelégtelenség kialakulása a fő veszély. További problémát okozhat a nagyobb erek elzáródása, melynek következtében például az ellátott bőrterület, vagy akár egy végtag gangrénája is létrejöhet.
A betegség hosszútávú szövődménye a kezeletlen, illetve a nem hatékonyan kezelt egyéneknél a fertőzés évtizedekkel való reaktiválódása, melyet Brill–Zinsser-betegségnek neveznek. Ez gyakorlatilag egy enyhe lefolyású első fertőződésnek felel meg. A Brill-Zinsser-kór két fő veszélye, hogy idősebb életkorban nagyobb a szövődményes tífuszos esetek aránya, illetve járvány kiindulópontja lehet (társuló ruhatetvesség esetén). A reaktivációhoz valószínűleg az immunrendszer károsodása szükséges.
A diagnózis a klinikai tüneteken, a mikrobiológiai azonosításon és nem utolsósorban a hygiénés körülmények figyelembevételével történik. A Rickettsiákat nem tenyésztik. A kórokozó ellen termelődő antitestek vérből való kimutatása, illetve a kórokozó molekuláris biológiai módszerekkel (polimeráz-láncreakció - PCR) való identifikálása terjedt el. Az antitestek kimutatásakor (szerológia) felhasználják, hogy egyes Proteus baktérium antigénekhez jól kötődnek (Weil-Felix-reakció). Szövettani vizsgálat során Giemsa, vagy Gimenez-festéssel tehetők láthatóvá az érfal endotheljében. A Rickettiák Gram-szerint negatívan festődnek.

## Megelőzése, kezelése

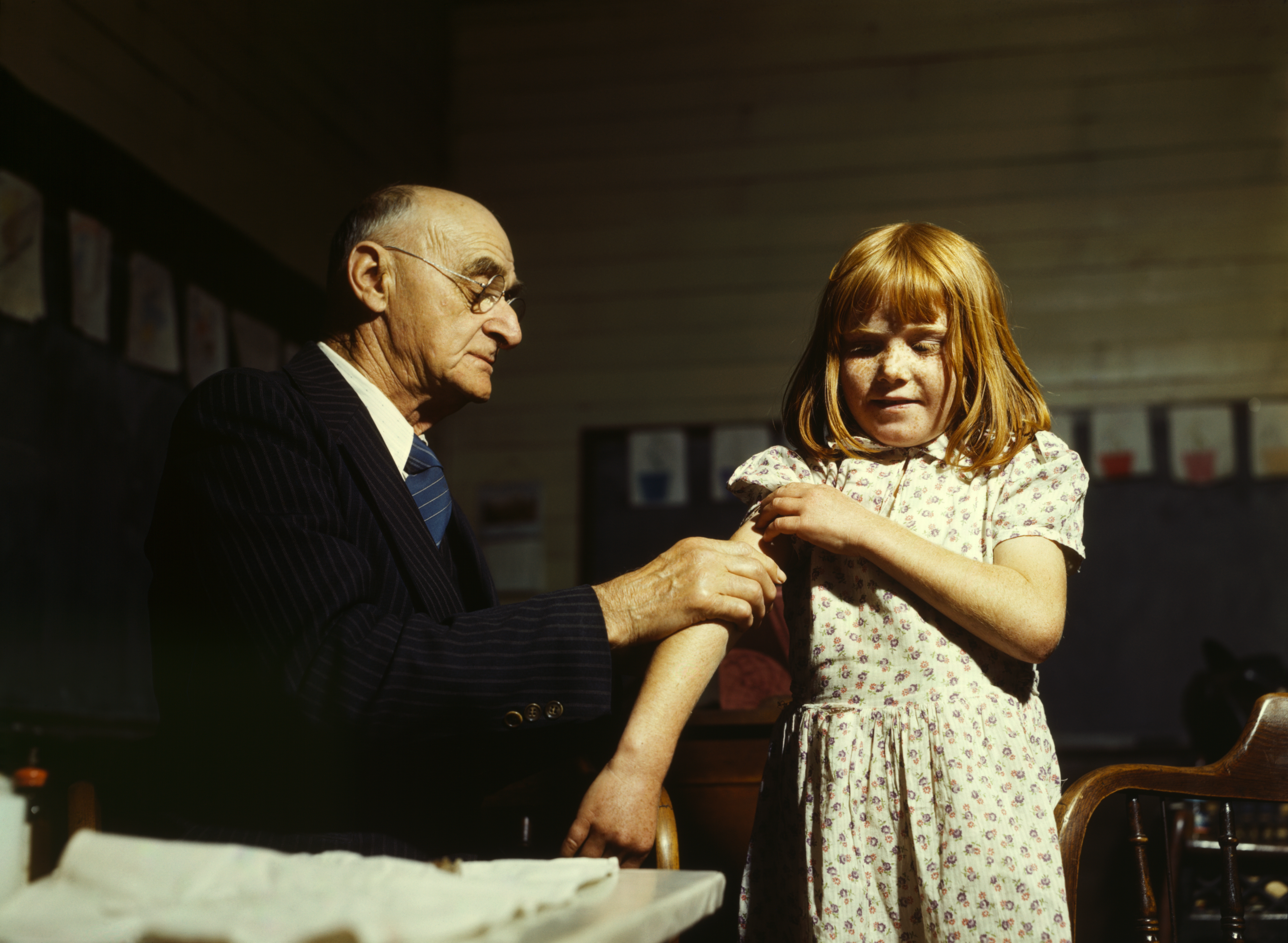
Egy tanuló tífusz elleni védőoltást kap egy texasi iskolában, 1943-ban.

Az antibiotikumok megjelenése előtt rettegett betegség volt; az antibiotikumokkal kezelt betegek halálozási aránya nagyjából 2%-ra csökkent.
A betegség tartós védelmet alakít ki.

## Történelmi vonatkozások

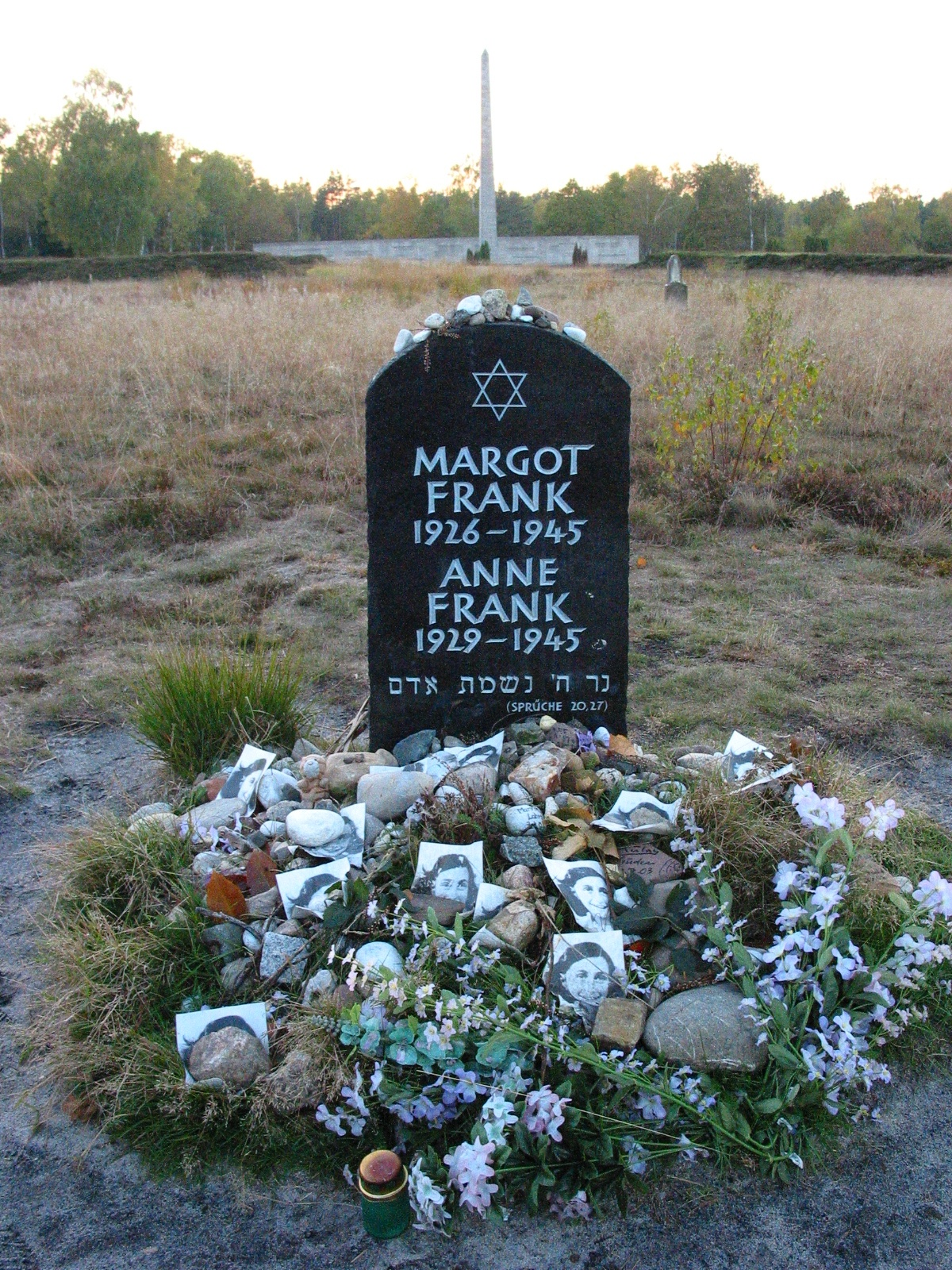
Anne Frank és ugyancsak tífuszban elhunyt nővérének sírköve Bergen-Belsenben

Hitelesen először a mór Granada 1489-es ostrománál írták le. A beszámolókban láz, a karokon, háton, mellkason megjelenő piros pöttyök, majd delírium, üszkösödés szerepelt; a betegek szaga a rothadó húséra emlékeztetett. Az ostromló spanyolok háromezer embert veszítettek a harcokban, miközben a tífusz tizenhétezerrel végzett.
Emlegették börtönlázként (angolul: gaol fever, franciául: fièvre des prisons) is, hiszen a tífusz általánosan fordult elő börtönökben, ahol sötétben, mocsokban zsúfolták össze az elítélteket.
A „következő tárgyalásig elzárás” gyakran egyet jelentett a halálos ítélettel. Londonban jellemzően a Newgate börtönből szabaduló rabok okozták a járványokat.
A járvány rutinszerűen söpörte végig Európát a 16. századtól a 19.-ig, állandóan kísérve a háborúkat. A harmincéves háborúban a pestis és a tífusz mintegy 8 millió életet oltott ki. Miközben Napóleon visszavonult Moszkvából, több franciát ölt meg a kór, mint ahányat az oroszok. Nagy járvány pusztított Írországban az 1816-tól 1819-ig tartó éhínség idején, amikor az 1816-os nyár nélküli évben az egész világon szokatlanul hideg volt az időjárás.
1846–49 között a Nagy Éhínségtől sújtott Írországból a tífusz elért Angliába, ezért az angolok ír lázként emlegették a betegséget, amely minden társadalmi réteget érintett, de főképpen a szegényeket pusztította.
Az első világháborúban hárommillió halált okozott Oroszországban, még többet Romániában és Lengyelországban. Bár a nyugati fronton tetvetlenítő állomásokat hoztak létre, a keleti fronton aratott a kór, csak Szerbiában több mint 150 ezer halált okozva. Az első világháborúban a tífusz halálozási rátája (letalitása) 10–40% volt.
A tetvek elleni hatékony védekezést a DDT nevű rovarméreg hozta meg; ezt a második világháborúban elterjedten használták tetűirtásra.
Az első hatékony vakcinát Rudolf Weigl lengyel zoológus fejlesztette ki a két világháború között.